# Pandita (objevitel)

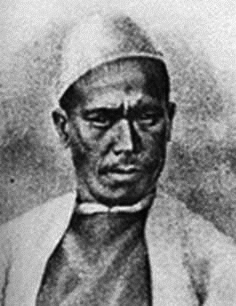
Nain Singh, jeden z nejvýznamnějších panditů

Termín pandita či pandit (dévanágarí पण्डित; doslova „učenec“) byl v druhé polovině 19. století užíván pro speciálně vycvičené zeměměřiče, kteří pocházeli z domorodého obyvatelstva a ve službách Britského impéria objevovali hornaté oblasti severní Indie a Tibetu.
Když probíhala v 19. století tzv. velká hra, mocensko-politický zápas mezi ruským a britským impériem, snažily se obě strany sporu získat o regionu střední Asie co nejvíce informací. Střední Asie v té době sice již byla zčásti kartograficky zpracována, avšak některé rozsáhlé, těžko přístupné vysokohorské oblasti stále tvořily na mapách bílá místa. To se týkalo zejména nejvyššího pohoří světa – Himálaje – a Tibetu, na jehož území byl cizincům vstup zakázán.
V šedesátých letech 19. století proto britský úředník Thomas George Montgomerie přišel s návrhem, že by průzkum těchto oblastí mohli zajistit vycvičení domorodí obyvatelé, kteří podstatně lépe zvládají nedostatek kyslíku na hřebenech hor a především je jim umožněn vstup do oblasti Tibetu. Začalo se proto s výcvikem obyvatel z oblasti severní Indie (např. ze Sikkimu), kteří se začali označovat jako pandité.
Pandité se ukázali jako velmi schopní a užiteční ve snaze Britů zmapovat dosud neznámé oblasti severu. Britové je vycvičili v různorodých znalostech kartografie, které pak pandité měli aplikovat v terénu. Takový pandita byl naučen chodit tak, aby jeho 2000 kroků dávalo jednu míli. K počítání jednotlivých mílí užívali korálky, které vypadaly jako buddhistický růženec (mala), avšak místo obvyklých 108 korálků jich měly jen 100. Každý desátý korálek byl přitom vždy o trochu větší než ostatní; za každých sto kroků pandita vždy jeden korálek odebral. V modlitebních mlýncích pandité uchovávali na místo klasické modlitby óm mani padmé húm kousky papíru s mapkami a dalšími poznámkami. Jeden z nejvýznamnějších panditů Nain Singh přišel na to, že když se někdo k němu blíží, stačí roztočit mlýnek a předstírat, že je v náboženském rozjímání, stejně jako to dělají skuteční buddhisté. To obvykle stačilo k tomu, aby je kolemjdoucí nechal na pokoji. Singh vynikl zejména tím, že se dostal až do Lhasy, o které poskytl Britům obrovské množství informací.
Pandité mimo jiné uměli zacházet se sextantem i rtutí. I přes výcvik panditů se občas stalo, že byli deportováni zpět na území Britské Indie nebo padli do zajetí. Přes to všechno výrazně napomohli v mapování vysokohorských oblastí střední Asie.
Mimo Nain Singha patří k významným panditům např. Kinthup nebo Nain Singhův bratr Kišen.